# Saturday Night's Main Event XXXVII
Saturday Night's Main Event XXXVII — 37-е двогодинне шоу професійного реслінгу серії Saturday Night's Main Event, організоване WWE у форматі, так званого, симулкасту. Шоу транслювалося в прямому ефірі на каналі NBC, а також у форматі лайвстримінгу на Peacock (у США). Брали участь в ньому реслери з основного ростеру компанії. Подія відбулася в суботу, 14 грудня 2024 року (за місцевим часом), на Нассау-Ветеранс-Меморіал-колісіум у Юніондейлі, штат Нью-Йорк, США.
Це було перше шоу даної серії аж з 2008 року і на ньому була визначена перша в історії чемпіонка Сполучених Штатів WWE. Член зали слави WWE Джессі Вентура виступив коментатором заходу. Також на шоу коментатором виступив Пет МакАфі.

## Матчі
| №                                                                                            | Результати | Умови                                                                         | Час   |
| -------------------------------------------------------------------------------------------- | --- | ----------------------------------------------------------------------------- | ----- |
| 1D                                                                                           | Motor City Machine Guns (Алекс Шеллі та Кріс Сейбін) перемогли A-Town Down Under (Остін Тіорі та Грейсон Воллер) утриманням опонента. | Командний матч                                                                | 8:00  |
| 2                                                                                            | Дрю МакІнтайр переміг Семі Зейна утриманням опонента.                                                                                 | Одиночний матч                                                                | 10:05 |
| 3                                                                                            | Лів Морган (c) перемогла Ійо Скай утриманням опонентки.                                                                               | Одиночний матч за Чемпіонство світу серед жінок                               | 9:05  |
| 4                                                                                            | Гюнтер (c) переміг Деміана Пріста й Фінна Балора утриманням опонента.                                                                 | Тристоронній матч за Чемпіонство світу у важкій вазі                          | 11:05 |
| 5                                                                                            | Челсі Грін (з Пайпер Нівен) перемогла Мічін утриманням опонентки.                                                                     | Одиночний матч за інавгураційне Чемпіонство Сполучених Штатів WWE серед жінок | 8:05  |
| 6                                                                                            | Коді Роудс (c) переміг Кевіна Оуенса утриманням опонента.                                                                             | Одиночний матч за Беззаперечне чемпіонство WWE                                | 12:00 |
| \| (c) \| – чемпіон(-и) на момент старту поєдинку \| \| D \| – цей матч пройшов як темний \| | |                                                                               |       |
| (c)                                                                                          | – чемпіон(-и) на момент старту поєдинку                                                                                               |                                                                               |       |
| D                                                                                            | – цей матч пройшов як темний |                                                                               |       |